# Čauš
Čauš - osnovno značenje je glasnik ali može imati i druga značenja:
U Seru u oblasti Popolju je u doba cara Dušana veliki čauš bio Aleksije Džamplakon.
1. U prvo doba Osmanlijske države čauši su imali rang oficira, te su bili carski pobočnici i javeri. U janjičarskoj vojsci čauši su bili niži zapovednici, i to čauši podnarednici, a baščauši i čaušbaše - narednící i vodnici. Čauši su kao prenosioci naredaba bili u službi cara, paša, vezira i ostalih viših zapovedníka.
2. čauši su bili i u sastavu turske vojne muzike »mehterhane" i nosili u rukama svoje specijalne oznake - čugljenove (vrsta žezla) 
3. pomoćnik ćehaje u zanatlijskoj organizaciji, esnafu, koji je izvršavao naloge ćehaje. 
4. čuvar telegrafske linije. Po "Pravilniku o telegrafu" dužnost čauša je da obilaze i čuvaju telegrafske linije. 
5. vođa svatova, koji se brine o redu iz svatovima.
6. šaljivčina koji razveseljava svatove i goste na svadbi.
7. Brdo blizu Bratunca, Bosna i Herzegovina